# Першино (Антроповский район)
Першино — деревня в Антроповском районе Костромской области России. Входит в состав Просекского сельского поселения.

## География
Деревня находится в центральной части Костромской области, в подзоне южной тайги, к югу от автодороги 34Н-17, на расстоянии приблизительно 1 километра (по прямой) к северо-западу от посёлка Антропово, административного центра района. Абсолютная высота — 180 метров над уровнем моря.

### Климат
Климат характеризуется как умеренно континентальный, с продолжительной холодной многоснежной зимой и коротким сравнительно тёплым летом. Среднегодовая температура воздуха — 2,5 °C. Средняя температура воздуха самого холодного месяца (января) — −12,6 °C (абсолютный минимум — −38 °C); самого тёплого месяца (июля) — 18,2 °C (абсолютный максимум — 36 °С). Годовое количество атмосферных осадков — 500—550 мм, из которых большая часть выпадает в тёплый период.

### Часовой пояс
Деревня Першино, как и вся Костромская область, находится в часовой зоне МСК (московское время). Смещение применяемого времени относительно UTC составляет +3:00.

## Население
| 2008 | 2010 | 2014 |
| ---- | ---- | ---- |
| 2    | ↘0   | ↗1   |

### Национальный состав
Согласно результатам переписи 2002 года, в национальной структуре населения русские составляли 90 % из 10 чел.